# Tennistoernooi van Brighton
Het tennistoernooi van Brighton is een voormalig toernooi dat werd gespeeld op de overdekte tapijt-banen van The Brighton Centre in de Engelse plaats Brighton.
Het toernooi kende twee perioden:
- WTA-toernooi van Brighton, een jaarlijks toernooi voor vrouwen, van 1978 tot en met 1995
- ATP-toernooi van Brighton, een eenmalig toernooi voor mannen, in 2000